# Midbresrabben
Der Midbresrabben (norwegisch für Mittelgletscherrücken) ist ein isolierter und felsiger Hügel im ostantarktischen Königin-Maud-Land. Er ragt
aus den Eismassen zwischen der Penck-Mulde und dem Jutulstraumen östlich des Borg-Massivs auf.
Norwegische Kartographen, die den Hügel auch benannten, kartierten ihn anhand geodätischer Vermessungen und Luftaufnahmen der Norwegisch-Britisch-Schwedischen Antarktisexpedition (1949–1952) und zwischen 1958 und 1959 entstandenen Luftaufnahmen der Dritten Norwegischen Antarktisexpedition (1956–1960).